# Lucas Sang
Lucas Kipkemboi Sang (12 februari 1961 – Eldoret, 1 januari 2008) was een Keniaanse atleet, die was gespecialiseerd in de 400 m en de 800 m.

## Biografie

### Begin carrière
Lucas Sang begon zijn atletiekcarrière als 800 meterloper, maar besloot vanwege de hevige concurrentie op dat onderdeel om te schakelen naar de halve afstand. Door zijn hogere snelheid werd hij vaak ingezet als haas voor zijn landgenoten op de langere nummers.

### Olympische Spelen van Seoel
Sang nam in 1988 deel aan de Olympische Spelen van 1988 in Seoel op de 4 x 400 m estafette. Hij startte als tweede loper in de Keniaanse ploeg, die naast Sang zelf bestond uit Tito Sawe, Paul Ereng en Simon Kipkemboi. Na de halve finale als tweede doorgekomen te zijn, werd de Keniaanse ploeg in de finale achtste met 3.04,69. De wedstrijd werd gewonnen door het Amerikaanse team in 2.56,16. Sang deed ook mee aan de 400 m individueel, maar sneuvelde in de kwartfinale met 45,72 s. Hij nam ook deel aan de Afrikaanse Spelen (1987) in Nairobi, Afrikaanse kampioenschappen (1998), Wereldbeker (1989), maar won daar geen medailles.

### Einde carrière
Toen hij gestopt was als atleet, werd Lucas Sang boer en had een grootschalige boerderij in Moiben in het Uasin Gishu District. Hij was ook een zakenpartner van Moses Tanui, voormalig wereldkampioen op de 10.000 m. Op het moment van zijn dood zat hij in het sportbestuur en was voorzitter van de National Association of Kenyan Olympiads (NAKO). "Lucas Sang was gemakkelijk in de omgang en kon goed overweg met de meeste mensen. Nadat we gestopt waren met atletiek bleven we vrienden. We waren boer en promootten de Keniaanse atletiek. Ik heb een sportvriend verloren en Kenia een landgenoot, een groots atleet en een gewaardeerd mens. Ik zal zijn dood betreuren en hem missen" liet zijn voormalige Keniaanse collega-atleet Paul Ereng optekenen bij de IAAF.
Sang werd op 45-jarige leeftijd vermoord in Eldoret, toen hij op weg was naar zijn huis in Kimumu tijdens rellen, die ontstonden naar aanleiding van de uitslag van de op 27 december 2007 gehouden presidentsverkiezingen. Eerder dezelfde dag waren er al ongeveer 50 mensen levend verbrand in een kerk in dezelfde plaats.

## Prestaties

### 4 x 400 m estafette
- 1988: 8e OS - 3.04,69